# FreeMat
FreeMat est un logiciel de calcul numérique et un langage de programmation, similaire à MATLAB et GNU Octave et relativement compatible avec ces derniers. C'est un logiciel libre qui supporte nombre des fonctions de MATLAB et quelques fonctionnalités d'IDL. Il s'interface facilement avec du code externe en C, C++, et Fortran, offre la possibilité de développement d'algorithmes distribués parallèles (via MPI). Et il possède quelques capacités de rendu volumique et de visualisation 3D.